# Dianne Balestratová
Dianne Balestratová (rodným jménem Fromholtzová; 10. srpna 1956, Alboury) je bývalá australská tenistka. Jejím maximem na singlovém žebříčku WTA bylo 4. místo (1979). Pět let se držela v první desítce. Na grandslamech bylo jejím největším úspěchem ve dvouhře finále Australian Open v roce 1977, v němž podlehla krajance Kerry Reidové. Ve stejném roce melbournský grandslam vyhrála ve čtyřhře, v páru s Helen Gourlayovou. V mixu si zahrála finále Wimbledonu roku 1980, po boku s Markem Edmondsonem. S australskou reprezentací získala v roce 1974 Fed Cup. Celkem v této soutěži nastoupila k 33 zápasům ve dvouhře, 24 z nich vyhrála, 9 prohrála. Ve čtyřhře jedenáctkrát triumfovala a dvakrát prohrála. Byla levorukou hráčkou, v roce 1980 byla vyhlášena nejlepší levačkou v australské tenisové historii. V roce 1981 měla autonehodu, která přerušila její kariéru. Vrátila se na kurty v roce 1982. Za svou kariéru na turnajových odměnách vydělala 1 145 000 amerických dolarů. V roce 2019 byla uvedena do Australské tenisové síně slávy.